# Catch on Everywhere
「Catch On Everywhere」（キャッチ・オン・エヴリウェア）は、日本のロックバンド、POLYSICSの8枚目のシングル。2007年1月31日に発売。発売元はキューンレコード。

## 解説
- 前作から3ヶ月ぶりのリリース。アルバム『KARATE HOUSE』先行シングルとしてリリース。
- 初回限定：ツナギ・セレクトステッカー封入。これは、モノクロのメンバーの写真に、ツナギの形に色が付いている透明フィルムを好みで貼るというもの。透明フィルムはピンク、イエロー、グリーンの3色が封入された（そのため発売当時、フィルムの枚数が足りないという商品もあり、交換に応じる等の措置がとられた）。
- この作品からリミキサーによるPOLYSICSの楽曲のリミックスをカップリング曲で収録する試みはなくなった。

## 収録曲
1. Catch On Everywhere (3:52)
（作詞：Hiroyuki Hayashi, Fumi　作曲：Hiroyuki Hayashi）
ハヤシのピッチボイスにカヨのボーカルが重なるファンクナンバー。Bメロの部分の歌詞は、デモの段階では「私お金ない　ビタ一文ない」であったが、カヨから「まるで私がお金ないみたいでイヤだ」とクレームが来たため書き直されたという[1]。
2. Shizuka is a machine doctor (2:41)
（作詞・作曲：Hiroyuki Hayashi）
テレビ東京系『竹山先生?』オープニングテーマ
ハヤシ曰く聞き所はヤノのドラム。テイク一発OK、直しなしという「ドラムの神が（ヤノに）降臨した瞬間の見事なテイク」[1]。タイトルの「シズカ」に関しては特に意味はないという。
3. ギターピック殺人事件 (2:15)
（作詞・作曲：Hiroyuki Hayashi）
4. Dance Dance Dance(1:26)
（作曲：Hiroyuki Hayashi）
テレビ東京『竹山先生?』エンディングテーマ

全編曲：POLYSICS